# Zakynthos

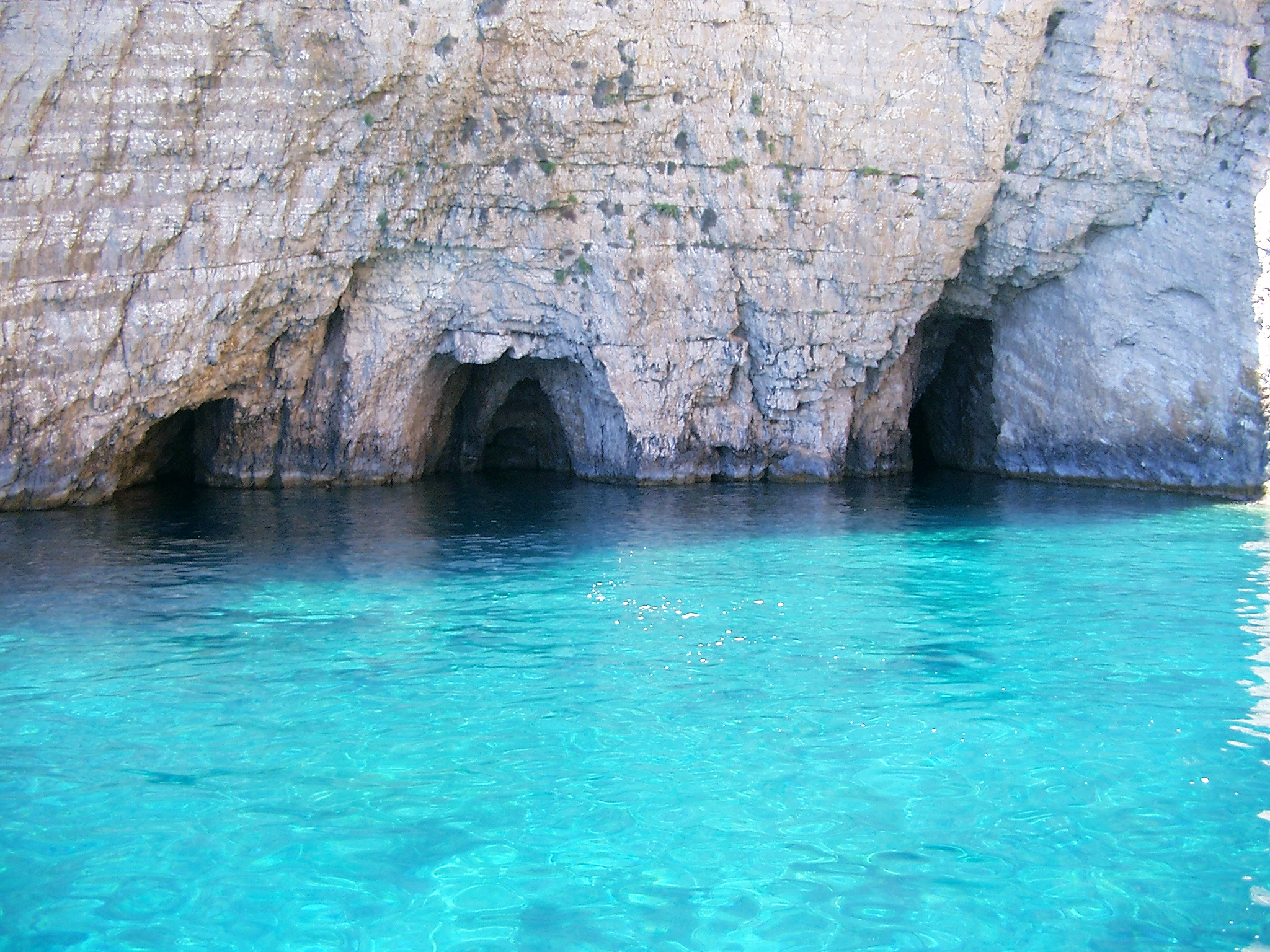
Höhleneingänge (Meeresküste) auf der Insel Zakynthos

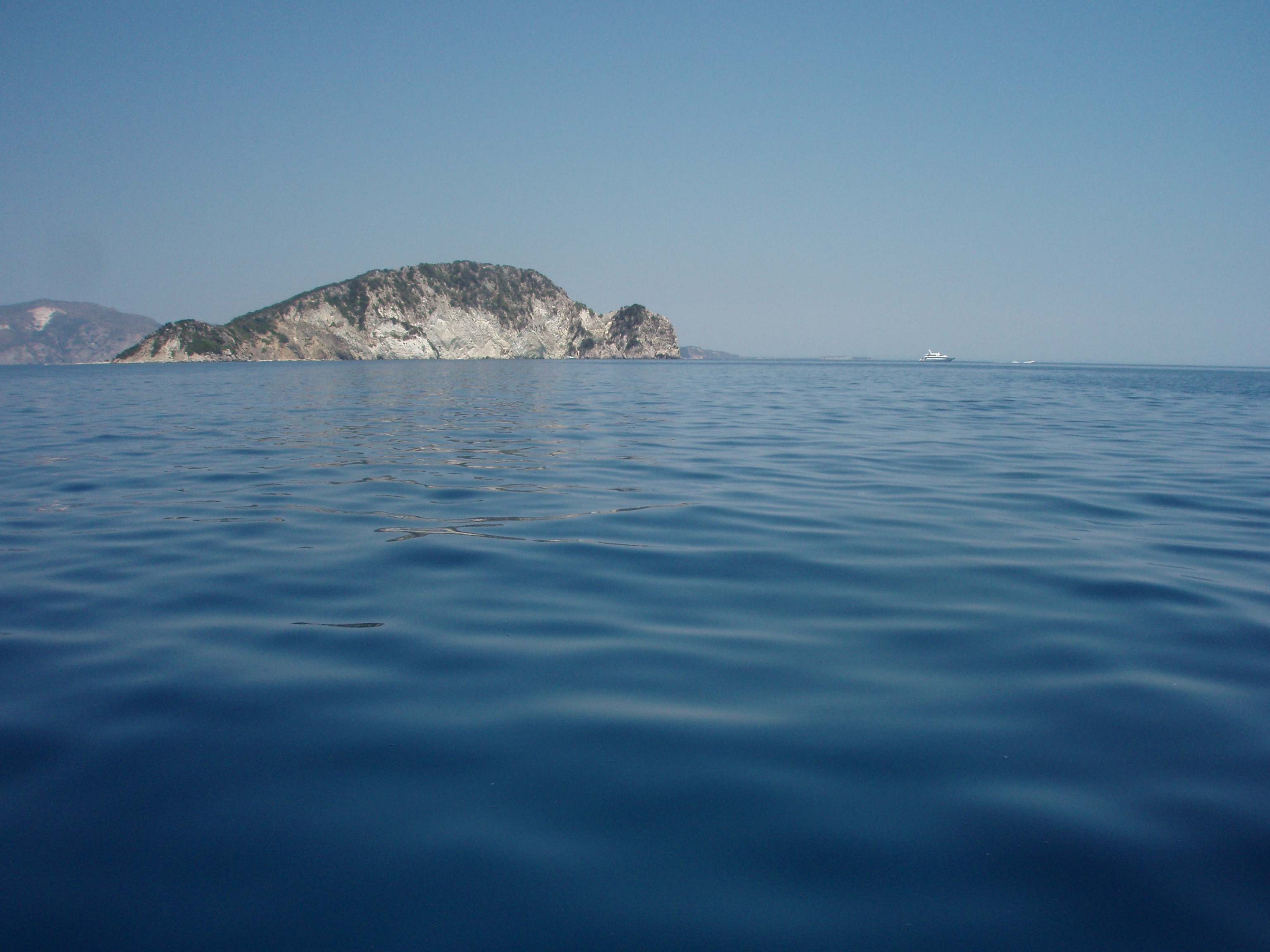
Die Insel Marathonisi in der Bucht von Laganas, Westseite der Insel im Blick

Zakynthos, auch Zákinthos (griechisch Ζάκυνθος [ˈzakʲinθɔs] (f. sg.); italienisch Zante), ist mit einer Fläche von etwa 406 km² nach Kefalonia und Korfu die drittgrößte und südlichste der größeren Ionischen Inseln und die zehntgrößte Insel Griechenlands. Hauptort ist die gleichnamige Stadt Zakynthos.
Zusammen mit der unbewohnten Inselgruppe der Strofaden bildete Zakynthos von 1866 bis 2010 die Präfektur Zakynthos (Νομός Ζακύνθου Nomós Zakýnthou). Mit der griechischen Verwaltungsreform 2010 wurden die Präfekturen abgeschafft und die sechs Gemeinden der Insel wurden zu einer einzigen Gemeinde Zakynthos zusammengelegt. Die Gemeinde ist deckungsgleich mit dem Regionalbezirk Zakynthos (Περιφερειακή Ενότητα Ζακύνθου Periferiakí Enótita Zakýnthou), der sieben Abgeordnete in den Regionalrat der Region Ionische Inseln entsendet.
Die Insel Zakynthos war in ihrer Geschichte im Gegensatz zum griechischen Festland über mehr als sieben Jahrhunderte unter west- und mitteleuropäischer Herrschaft. Die Venezianer, welche die Insel mehr als vier Jahrhunderte beherrschten, bezeichneten Zakynthos bzw. Zante mit dem Beinamen „Fior di Levante“ (Blume des Ostens). Touristisch ist Zakynthos nach Korfu das bedeutendste Reiseziel der Ionischen Inseln. Besondere Bedeutung hat die Insel als Hauptnistplatz der Meeresschildkröte Caretta caretta (Unechte Karettschildkröte) im Mittelmeer. 1999 wurde zum Schutz der Nistplätze, auch vor dem zunehmenden Tourismus, vom griechischen Staat ein Meeresnationalpark eingerichtet.

## Geographie, Geologie und Klima

### Geographie
Zakynthos ist die südlichste der größeren Ionischen Inseln. Die Insel hat eine Fläche von 406,619 km² und ist maximal 40 km lang und 20 km breit. Die Längsachse der Insel verläuft von Nordwesten nach Südosten. Ihr nördlichster Punkt ist das Kap Skinari, ihr südlichster das Kap Marathia auf der gleichnamigen Halbinsel. Der westlichste Punkt der Insel ist das Kap Plemonari, der östlichste das Kap Vasilikos auf der Skopos-Halbinsel. Zakynthos liegt in etwa auf der geographischen Breite der griechischen Hauptstadt Athen.
Die Insel wird grob in zwei verschiedene Landschaftsformen unterteilt: Entsprechend der Längsachse der Insel von Nordwest nach Südost verläuft im Westen und Norden der Insel ein Gebirgsmassiv, dessen höchster Punkt der Berg Vrachionas mit einer Höhe von 756 m ist. Entsprechend fällt die Küste der Insel in ihrem gesamten westlichen Verlauf steil mit teilweise bis zu 200 m Höhe zum Ionischen Meer ab. Östlich am Gebirgsmassiv anschließend erstreckt sich nach Osten und Südosten eine größere Ebene, welche nur vereinzelt in Küstennähe Hügel aufweist. Im Süden der Insel bilden die in etwa halbmondförmige Bucht von Laganas (Kolpos Lagana) einen nach Norden hin gerichteten Einschnitt in die Landmasse der Insel. Die Bucht von Laganas wird im Westen und im Osten durch zwei Halbinseln begrenzt. Im Westen grenzt die Marathia-Halbinsel (oder Keri-Halbinsel) die Bucht von Laganas gegen das offene Ionische Meer nach Westen ab. Die Halbinsel ist hügelig und erreicht an ihrem höchsten Punkt, dem Berg Kakavakia, 416 m über dem Meeresspiegel. Der zweithöchste Gipfel, der Skopos, ist 3 m niedriger. Die Küsten der Halbinsel Marathia sind Steilküsten, ausgenommen wenige Stellen an der Bucht von Laganas. Die östliche Begrenzung der Bucht von Laganas bildet die Skopos-Halbinsel, welche die Bucht von Laganas gegen die Meeresenge des Zakynthos-Kanals abgrenzt. Der höchste Punkt der Halbinsel ist der Berg (oder Hügel) Skopos mit einer Höhe von 491 m. Der Berg Skopos befindet sich im Übergang zwischen der Skopos-Halbinsel und der Inselebene südöstlich der Inselhauptstadt Zakynthos. Nach Südosten flacht die Skopos-Halbinsel ab und läuft im Kap Gerakas aus. Entsprechend finden sich vor allem auf der Ostseite der Halbinsel flache Küstenprofile, auf der Westseite wechseln sich flache und steile Küstenprofile ab.
Zu Zakynthos gehören mehrere kleine Inseln in höchstens 2 km Entfernung zur Inselküste: Im Westen der Insel, der Bucht Porto Vromi vorgelagert, liegt die unbewohnte Insel Agios Ioannis und im Nordosten der Insel, der Ortschaft Agios Nikolaos vorgelagert, die gleichnamige unbewohnte Insel. In der im Inselsüden gelegenen Bucht von Laganas (Kolpos Lagana) finden sich drei Inseln: Die größte Insel Marathonisi liegt im Westen der Bucht östlich des Kap Marathia. Die zweitgrößte Insel Kalonisi (Pelouzo) liegt im Osten der Bucht westlich der Skopos-Halbinsel und südlich des Dafni-Strandes. Die drittgrößte Insel Agios Sostis ist knapp 100 Meter dem Hafen Agios Sostis vorgelagert und ist mit diesem über einen Fußgängersteg südwestlich der Ortschaft Laganas verbunden. Alle drei Inseln sind unbewohnt, wobei Agios Sostis als Bar und Diskothek benutzt wird. Sowohl Marathonisi als auch Agios Sostis sind in Privatbesitz.
Nördlich von Zakynthos liegt die größte ionische Insel Kefalonia. Die geringste Entfernung zwischen der nördlichen Spitze von Zakynthos (Kap Skinari) und Kefalonia beträgt 15 km. Östlich von Zakynthos liegt die nordwestliche Spitze der Peloponnes, das Kap Kyllini. Der Anteil des Ionischen Meeres zwischen der Nordwestküste der Peloponnes und der Ostküste von Zakynthos wird als Zakynthos-Kanal bezeichnet: er ist an seiner schmalsten Stelle 9,5 km weit. Nach Westen ist die nächste Landmasse Süditalien und Sizilien. Ca. 35 km südlich von Zakynthos befindet sich die Inselgruppe der Strofades.
Athen liegt ca. 300 km östlich von Zakynthos, Thessaloniki ca. 500 km nordöstlich, Patras ca. 70 km ostnordöstlich.

### Geologie
Zakynthos gehört zu den am meisten durch Erdbeben gefährdeten Gebieten in Griechenland. Nach der vierstufigen Erdbebenrisiko-Klassifikation Griechenlands (basierend auf der Wahrscheinlichkeit schwerer Erdbeben, wobei I geringe und IV sehr hohe Wahrscheinlichkeit bedeutet) gehört Zakynthos zur Zone IV nach der Einteilung entsprechend der Erdbebenschutzgesetze Griechenlands von 2003 (zum Vergleich: Florina II, Athen III, Thessaloniki III, Korinth IV, Syros I, Naxos I). Schwere Erdbeben mit großen Sachschäden sowie Verletzten und Toten sind für Zakynthos wiederholt beschrieben. Das letzte schwere Erdbeben mit menschlichen Opfern und beträchtlichen Zerstörungen auf der Insel ereignete sich am 12. August 1953. Auch Erdbeben mit Tsunamis wurden beschrieben, so beispielsweise bei einem Erdbeben am 3. Dezember 1898. Auch landschaftliche Veränderungen wurden in den letzten eintausend Jahren in Zakynthos durch Erdbeben verursacht: Ein Erdbeben mit Tsunami führte am 5. November 1633 zu erheblichen Überschwemmungen und zur Abtrennung der heutigen kleinen Insel Agios Sostis südwestlich von Laganas vom Kap Agios Sostis und damit dem Festland.
Ursache für diese Erdbebenhäufigkeit ist die Lage von Zakynthos am sogenannten Hellenischen Graben (englisch hellenic trench), der westlich der Insel von Nordwest nach Südost verläuft. Der hellenische Graben entsteht durch die Kollision zwischen der Eurasischen und Afrikanischen Kontinentalplatte. Letztere bildet einen großen Teil des Bodens des Ionischen Meeres zwischen Sizilien und dem südlichen Italien im Westen und den ionischen Inseln und dem griechischen Festland im Osten. Sowohl das griechische Festland als auch die ionischen Inseln, darunter Zakynthos, liegen auf der eurasischen Kontinentalplatte. Aufgrund der Spannungen zwischen den kollidierenden Kontinentalplatten kommt es wiederholt zu Erdbeben. Eine weitere Folge der Plattenkollision ist der hellenische Graben als Vertiefung der Erdkruste, welche im Ionischen Meer westlich, südwestlich und südlich von Zakynthos Tiefen von mehr als 4.000 m erreicht und zu den tiefsten Stellen des Mittelmeeres gehört.

### Klima
Zakynthos liegt in der mediterranen Klimazone und hat somit Niederschläge vor allem im Winterhalbjahr. Allerdings ist die Jahresniederschlagsmenge recht hoch, wodurch eine üppige Vegetation entsteht. Diese Niederschläge entstehen im Winter, wenn sich die Luft über dem warmen Ionischen Meer mit Feuchtigkeit vollsaugt und die Wolken dann von West nach Ost an der griechischen Westküste und somit auch in Zakynthos das erste Mal auf Land treffen und sich dort abregnen.
|                       | Jan | Feb | Mär | Apr | Mai | Jun | Jul | Aug | Sep | Okt | Nov | Dez |   |      |
| Mittl. Tagesmax. (°C) | 14  | 14  | 16  | 20  | 25  | 29  | 32  | 32  | 29  | 25  | 20  | 16  | ⌀ | 22,7 |
| Mittl. Tagesmin. (°C) | 8   | 8   | 10  | 13  | 16  | 19  | 22  | 22  | 20  | 17  | 14  | 10  | ⌀ | 15   |
|                       |     |     |     |     |     |     |     |     |     |     |     |     |   |      |
| Sonnenstunden (h/d)   | 4   | 5   | 6   | 8   | 9   | 10  | 12  | 11  | 9   | 7   | 5   | 4   | ⌀ | 7,5  |
|                       |     |     |     |     |     |     |     |     |     |     |     |     |   |      |
| Regentage (d)         | 13  | 13  | 10  | 6   | 3   | 2   | 0   | 1   | 3   | 8   | 11  | 15  | Σ | 85   |
|                       |     |     |     |     |     |     |     |     |     |     |     |     |   |      |
| Wassertemperatur (°C) | 12  | 12  | 13  | 14  | 18  | 22  | 24  | 25  | 23  | 20  | 17  | 16  | ⌀ | 18   |

| 8 |

| 8 |

| 10 |

| 13 |

| 16 |

| 19 |

| 22 |

| 22 |

| 20 |

| 17 |

| 14 |

| 10 |

| 8 |

| 8 |

| 10 |

| 13 |

| 16 |

| 19 |

| 22 |

| 22 |

| 20 |

| 17 |

| 14 |

| 10 |

## Fauna

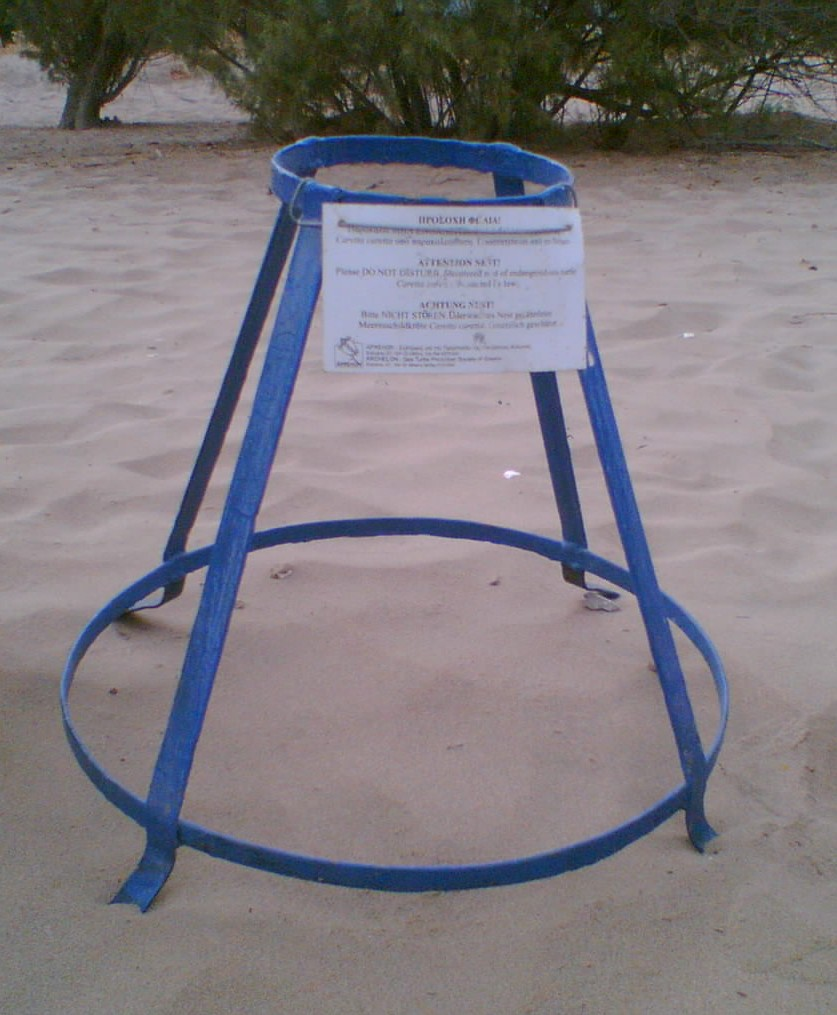
Schutzkäfig für einen Nistplatz der Meeresschildkröte Caretta caretta auf dem Strand von Laganas

Die bedrohte Unechte Karettschildkröte (Caretta caretta) nutzt mehrere Strände und vorgelagerte Inseln als Nistgebiete. Die als Nistgebiet benutzten Strände im Süden der Insel entlang der Bucht von Laganas haben eine Gesamtlänge von 5,5 km mit Breiten zwischen 10 und 60 m; der längste Niststrand ist 2,7 km lang. Zwischen 857 und 2018 Eiablagen der Unechten Karettschildkröte werden pro Jahr gezählt. Ab Anfang Juni kommen die weiblichen Tiere an die südlichen Strände, um in der Nacht ihre Eier im Sand zu vergraben. Die Brutzeit beträgt etwa 55 Tage. Die geschlüpften Jungen machen sich sofort auf den Weg in das offene Meer. Es ist sehr wichtig, die Gelege zu schützen, da die Überlebensrate der Jungen sehr gering ist. Ein bis zwei Schildkröten schaffen es aus etwa 1000 Eiern. Wird ein Nest in einem gefährdeten Bereich gefunden (beispielsweise Strandeingang), wird es mit einem Gitter geschützt. Um diese Schildkröten zu schützen, sind motorisierte Wassersportarten an manchen Stränden nicht erlaubt. Ebenso gibt es an einigen Stränden Abgrenzungen, damit keine Sonnenschirme und dergleichen die Eier zerstören. Um die Tiere bei der Eiablage in der Nacht nicht zu stören, wird ein Teil des Strandes ab 19:00 Uhr komplett gesperrt.
Einzig der Strand von Sekania ist seit 1994 voll gesperrt und Schutzgebiet. Dort erholt sich die Schildkrötenpopulation.
Die Umweltorganisation „Earth, Sea and Sky“ hat 2012 in Gerakas ein öffentliches Schildkröten Informations- und Rettungszentrum eröffnet und bietet dort regelmäßig Freiwilligenprogramme an.
Delfine leben in den umliegenden Küstengewässern der Insel. Zur Landfauna vgl. Kühnelt 1941.

## Geschichte

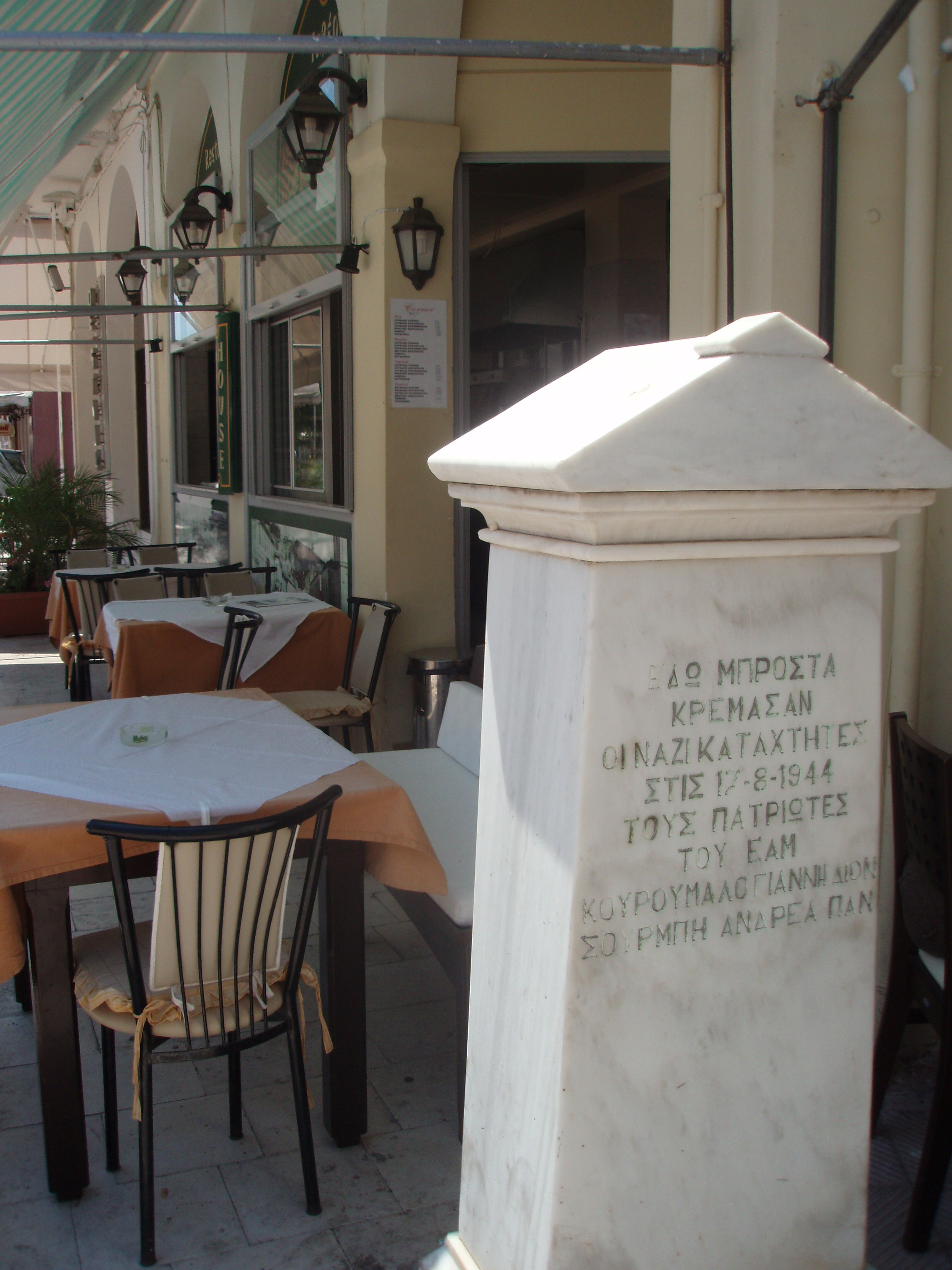
Mahnmal für griechische EAM-Partisanen, die in Zakynthos-Stadt 1944 von deutschen Besatzern exekutiert wurden

Zakynthos war bereits vor rund 110.000 Jahren besiedelt; belegt ist dies durch entsprechend alte Steinwerkzeuge der Neandertaler.
Die frühesten eindeutig datierbaren Spuren moderner Menschen (Homo sapiens) auf Zakynthos stammen aus der frühen Bronzezeit; die Einordnung einiger Werkzeuge und von roter, handgemachter Keramik als jungsteinzeitlich ist nicht gesichert. Auffallend ist das bisherige Fehlen eindeutig als mittelbronzezeitlich (bzw. mittelhelladisch) bestimmter Funde, obwohl frühbronzezeitliche (bzw. frühhelladische) Artefakte an mehreren Stellen der Insel entdeckt wurden. Allerdings könnten einige als frühbronzezeitlich angesehene Funde eventuell auch erst aus der mittleren Bronzezeit stammen. Recht bedeutend sind Funde aus der mykenischen Zeit, z. B. der mykenischen Gräber bei Kambi und Keri. Auf Linear-B-Tafeln aus dem sog. Palast des Nestor in Messenien, die ins frühe 12. Jahrhundert v. Chr. datieren, begegnet mehrmals die Bezeichnung Za-ky-si-ja, die als „aus Zakynthos“ gelesen wird, bzw. ähnliche Formen. Von dort stammten u. a. Wagenräder und Ruderer. Es liegt nahe, sie mit der Insel Zakynthos zu verbinden, jedoch kann nicht ganz ausgeschlossen werden, dass sich der Name auf eine andere Region, z. B. in Messenien bezieht. Die Achaier besiedelten Zakynthos von ihrem Siedlungsgebiet auf der nahe Zakynthos liegenden Peloponnes. Sie nutzten die Insel auch als Zwischenstation zur Kolonisierung Unteritaliens mit ihren nachfolgenden Stadtgründungen Kroton und Sybaris. Die Stadt Sagunt war der Legende nach eine Kolonie der Insel Zakynthos. 456 v. Chr. traten Zakynthos und die Nachbarinsel Kefalonia dem Attischen Seebund unter der Führung Athens bei. Im Peloponnesischen Krieg 431 bis 404 v. Chr. kämpfte Zakynthos auf Seiten Athens und geriet nach dessen Niederlage 404 v. Chr. unter spartanische Kontrolle. Mit der Ausdehnung der Hegemonie des Königreichs Makedonien unter Philipp II. kam Zakynthos unter makedonische Kontrolle. Diese endete nach dem Ersten Makedonisch-Römischen Krieg von 215 bis 205 v. Chr.: Als Gegenleistung für die Neutralität der Athamaner in diesem Krieg übergab der makedonische König Philipp V. Zakynthos an Athamanien. Im Ersten Makedonisch-Römischen Krieg eroberte das Römische Reich 211 v. Chr. kurzfristig Zakynthos und verwüstete die Insel. Eine Besatzung ließen die Römer nicht zurück.
Im Sommer 191 v. Chr. eroberten Streitkräfte des Römischen Reiches Zakynthos und verwüsteten die Insel: Sie hinterließen erneut keine Besatzungsmacht und zogen nach erfolgter Eroberung und Verwüstung wieder ab. Die Insel stand zu diesem Zeitpunkt unverändert unter athamanischer Herrschaft. Der athamanische Statthalter verkaufte die Insel nach dem römischen Historiker Livius an den Achaiischen Bund. Dieser Verkauf der Insel und ihre Inbesitznahme durch den Achaiischen Bund erweckte den Widerstand des Römischen Reiches. Titus Quinctius Flaminius gelang auf einer achäischen Bundesversammlung die Rückgewinnung von Zakynthos für das Römische Reich. Mit der Zerschlagung des Achäischen Bundes 146 v. Chr. fiel Zakynthos endgültig in die Hände des Römischen Reiches, welches die Insel der römischen Provinz Achaia zuordnete.
Bei der Reichsteilung 395 n. Chr. fiel Zakynthos an Ost-Rom. Im Jahr 1185 eroberten die Normannen die Insel und behielten sie anschließend unter ihrer Kontrolle als Pfalzgrafschaft Kefalonia und Zakynthos. Der erste „westliche“ Herrscher von Zakynthos war Margaritos von Brindisi, welcher Zakynthos mit den anderen durch die Normannen eroberten Inseln bis 1194 beherrschte. Nach seiner Blendung ging Zakynthos mit der Pfalzgrafschaft an die Familie Orsini, die sich 1209 der Republik Venedig unterordnete.
Die etablierte Pfalzgrafschaft blieb auch nach dem Fall Konstantinopels 1204 im Rahmen des Vierten Kreuzzuges und der nachfolgenden Kreuzfahrerstaaten auf dem heutigen Territorium Griechenlands bestehen. Das Byzantinische Reich konnte trotz seiner Wiedererrichtung und Ausdehnung (1224 bis 1261 und nachfolgende Jahre) nie mehr die Herrschaft über Zakynthos erringen. 1212 wurde auf Zakynthos das römisch-katholische Bistum Zante gegründet; Zakynthos (Stadt) wurde Bischofssitz. Die Pfalzgrafschaft Kefalonia und Zakynthos fiel 1324 an den König von Neapel aus der Familie Anjou; die Herrschaft der Orsini endete. Robert von Tarent übergab 1357 Zakynthos an den Adligen und neapolitanischen Bankier Leonardo I. Tocco aus dem italienischen Benevent. 1479 endete die Herrschaft der Tocco-Familie Zakynthos. Die Insel fiel 1482 nach dessen erfolgreichem Krieg gegen das Osmanische Reich (1463–1479) an Venedig. Venedig musste dem Sultan des Osmanischen Reiches jährlich 500 Dukaten Tribut zollen. Die Venezianer ordneten die Gesellschaft von Zakynthos sowie der anderen unter ihrer Kontrolle befindlichen Inseln in drei Schichten: (1) die Adligen (Nobili), welche politische und wirtschaftliche Macht hatten, (2) die Bürgerlichen (Civili; Cittadini), die bisweilen wirtschaftliche aber keinerlei politische Macht hatten und die (3) Popolari (Plebeii), welche weder wirtschaftliche noch politische Macht innehielten. Dieses System zementierte vor allem die politische Macht in den Händen der Adligen. 1811, bereits mehr als zehn Jahre nach Ende der venezianischen Herrschaft, umfassten die Klassen der Nobili und Civili nicht mehr als 90 Familien bei 33.353 Einwohnern.
1571 nahmen zakynthische Schiffe an der Seeschlacht von Lepanto auf Seiten der Heiligen Liga teil und blieben mit dieser über die osmanische Flotte siegreich.
Im 17. Jahrhundert kam es auf Zakynthos binnen elf Jahren zu zwei schweren Erdbeben mit Tsunamis. Am 5. Mai 1622 erfolgte das erste, am 5. November 1633 das zweite Erdbeben.
Beim letzteren Erdbeben starben drei Menschen. Nach der venezianischen Niederlage in der Belagerung von Iraklio 1669 und dem nachfolgenden Ende der venezianischen Herrschaft über Kreta verlassen Teile der Bevölkerung Kreta auch in Richtung Zakynthos. Dieser Zufluss an Menschen und ihrer Kultur begründete auf Zakynthos die Ionische Schule als Kunstrichtung zunächst in der Malerei. Ende des 17. Jahrhunderts benutzten die Venezianer unter Francesco Morosini Zakynthos und die anderen ionischen Inseln unter ihrer Kontrolle als Basis für den Feldzug gegen die unter der Kontrolle des Osmanischen Reiches stehende Peloponnes (Morea). Bei diesem Feldzug waren auch deutsche (hannoversche) Soldaten unter Otto Wilhelm von Königsmarck auf Seiten Venedigs Kriegsteilnehmer und hielten sich auf Zakynthos auf.
Die Venezianer übten die Kontrolle über die Insel Zakynthos bis zum Fall Venedigs an Napoleon I. 1797 (Frieden von Campo Formio) aus. Nach dem Fall Venedigs erhob sich die politisch rechtlose Bevölkerung, die Popolari, von Zakynthos gegen die herrschende Adelsschicht der Nobili und verbrannte das Libro d’Oro, das Inhaltsverzeichnis der adligen Familien von Zakynthos. Zakynthos kam daraufhin bis 1799 als Département Mer-Égée an Frankreich. Die französische Herrschaft endete nach einer gemeinsamen Intervention des Russischen Reiches und des Osmanischen Reiches. Zakynthos wurde von russischen Truppen okkupiert und wurde verwaltungstechnisch dem Sultan des Osmanischen Reiches unterstellt. Im März 1799 wurde die Republik der Ionischen Inseln gegründet, zu der Zakynthos gehörte. Ein Jahr später, 1800, übernahmen die Briten die Herrschaft über die Republik der Ionischen Inseln als Schutzmacht. 1802 erfolgte auf Zakynthos ein Aufstand gegen die herrschenden politischen Strukturen; der spätere erste griechische Präsident, Ioannis Kapodistrias, setzt als Folge des Aufstandes Reformen auf den ionischen Inseln und damit auch Zakynthos durch. Am 22. Januar 1804 beschloss die gesetzgebende Versammlung der Ionischen Inseln, dass die kleinen Inseln Marathonisi, Pelouzo, Trenta Nova, Prodano, Sapientza, Porto Selinari, Venetica und alle anderen Inseln bis zum Kap Gallo Zakynthos zugeordnet werden sollten.
Durch die napoleonische Expansion in Mitteleuropa verändern sich 1807 erneut die Machtverhältnisse. Im Frieden von Tilsit 1807 wurden die Ionischen Inseln und damit Zakynthos erneut Frankreich zugeschlagen. Bereits zwei Jahre später, 1809, annektierten die Briten Zakynthos. 1815 wurde Zakynthos als Teil der Republik der Ionischen Inseln britische Kronkolonie. Obwohl Zakynthos sowohl in den Vorbereitungen (ab 1819) als auch in der Durchführung des Griechischen Unabhängigkeitskrieges von 1821 bis 1829 beteiligt war, wurde es nicht dem 1829 etablierten neugriechischen Staat zugeordnet, sondern blieb weiter unter britischer Oberhoheit. Das Ende der venezianischen und der Beginn der britischen Herrschaft war kulturell begleitet vom Aufkommen der Ionischen Schule in der Musik. 1815 wurde die erste griechische Musikschule in Zakynthos-Stadt gegründet, 1816 das erste Blasorchester und 1843 ein philharmonisches Orchester.
Mit der Abdankung Ottos I. und der Berufung Georgs I. als griechischer König 1864 übergaben die Briten die Ionischen Inseln, darunter auch Zakynthos, dem Königreich Griechenland. Am 17. April 1893 verursachte ein Erdbeben mit der Stärke von 6,4 schwere Schäden. Die Ortschaften Keri, Gaitani, Agalas und Lithakia wurden zerstört, in Zakynthos-Stadt wurden 2.000 Häuser zerstört und ein Schaden von 13,2 Millionen Drachmen verursacht; zwei Menschen fanden den Tod.
Im Zweiten Weltkrieg wurde Zakynthos im April 1941 von italienischen Truppen besetzt. Nach der Kapitulation Italiens im September 1943 wurden die italienischen Streitkräfte von der deutschen Wehrmacht ersetzt. Die im Verlauf des Jahres 1944 von der deutschen Wehrmacht geplante Deportation von 275 Juden in Zakynthos wurde vom Bürgermeister von Zakynthos-Stadt Loukas Carrer und dem griechisch-orthodoxen Bischof Chrysostomos Dimitriou erfolgreich verhindert; sie setzten anstatt der Namen der jüdischen Bürger Zakynthos’ ihre beiden Namen auf die von der Besatzungsmacht geforderte Liste. Die deutsche Besatzungszeit endete im September 1944 mit dem allgemeinen Rückzug der Wehrmacht aus Griechenland. Im Rahmen des Griechischen Bürgerkrieges von 1946 bis 1949 war auch Zakynthos Schauplatz vom Kampfhandlungen.
Große Schäden richtete das Erdbeben vom 12. August 1953 an. Große Teile der Inselortschaften, darunter auch die Hauptstadt Zakynthos, wurden fast vollständig zerstört. 95 % aller Gebäude auf Zakynthos wurden durch das Erdbeben zerstört.

## Wirtschaft und Verkehr

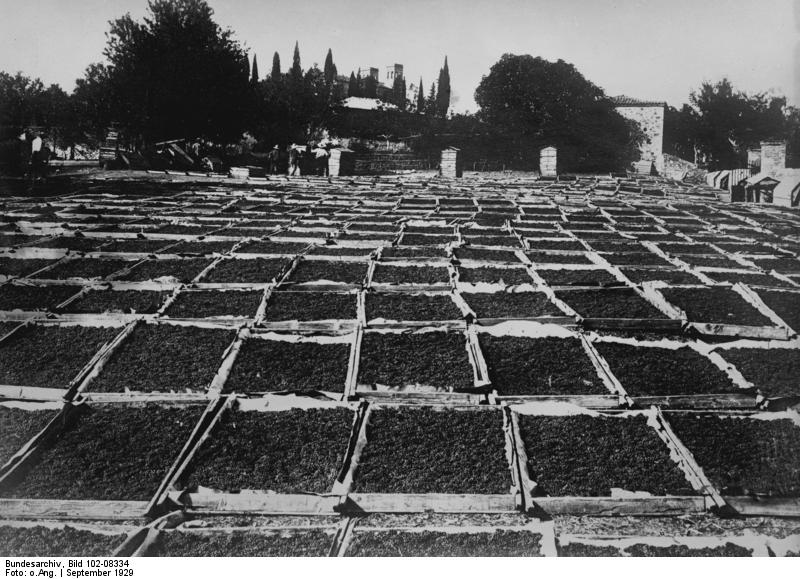
Trockenanlage für Korinthen (September 1929)

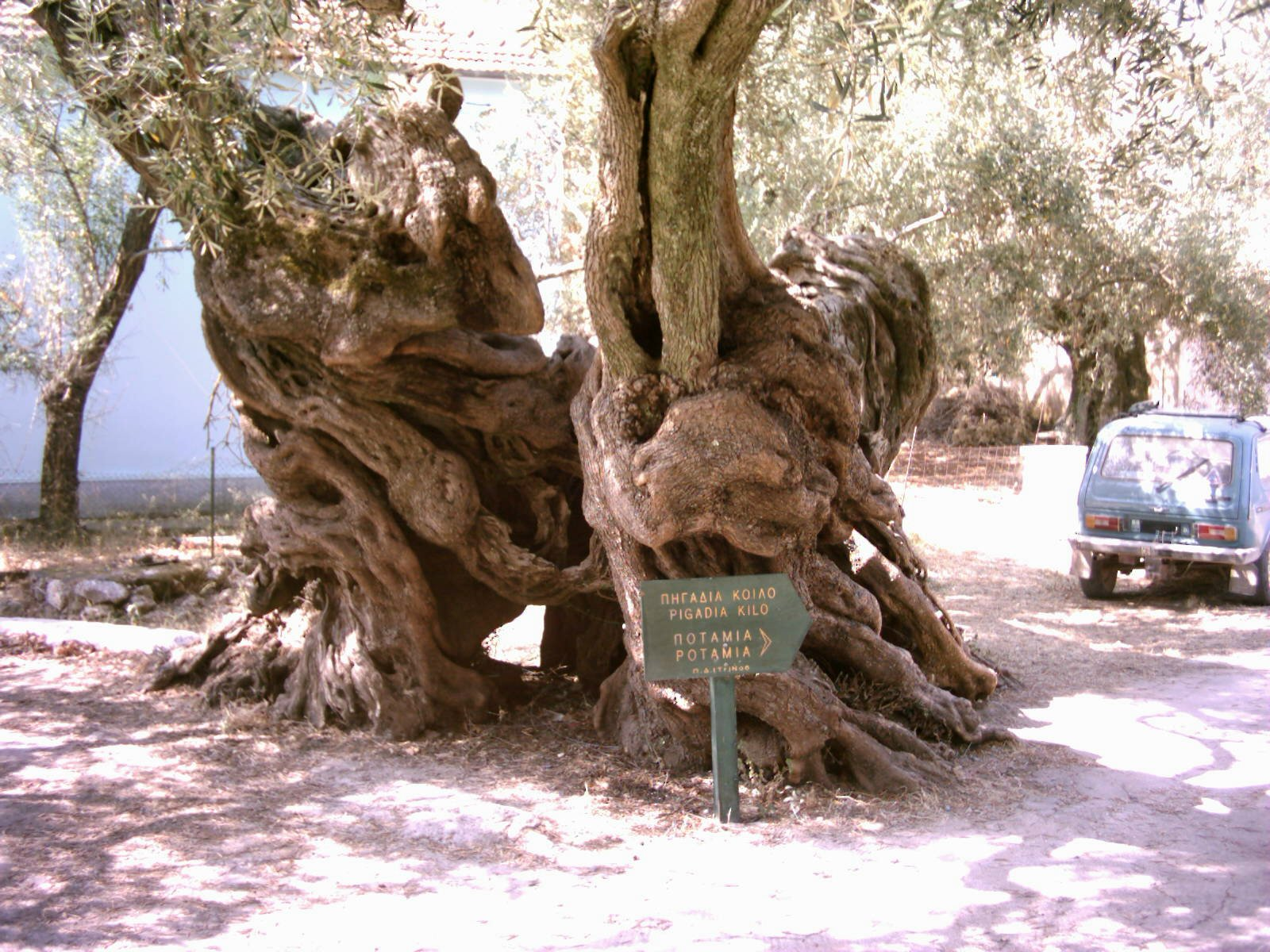
Alter Olivenbaum auf Zakynthos

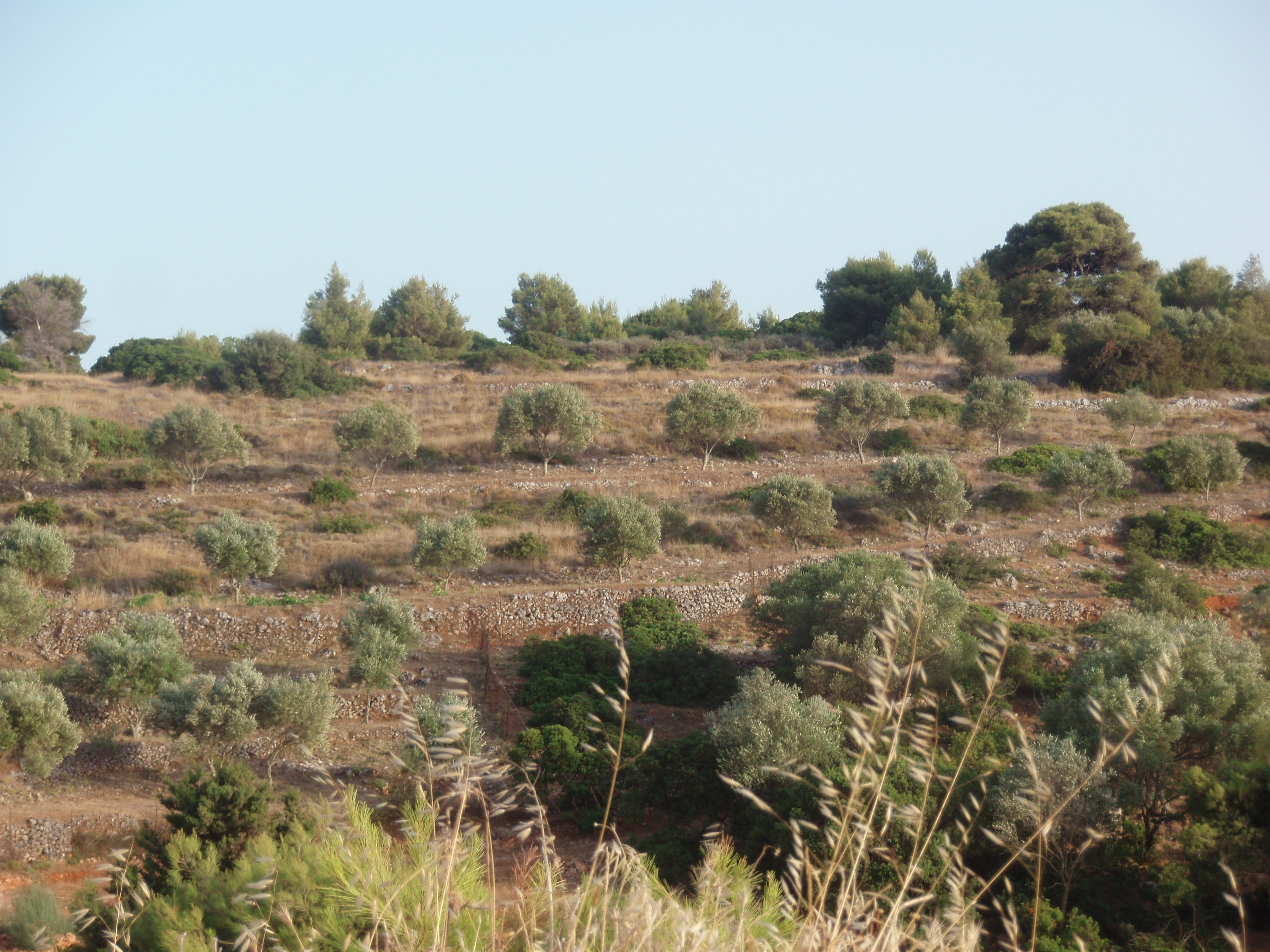
Olivenbäume über dem Dorf Keri, Gemeinde Laganas

### Wirtschaft
Die Wirtschaft von Zakynthos war bis zum Aufkommen des Tourismus vorwiegend durch Landwirtschaft geprägt. Landwirtschaftliche Hauptprodukte waren und sind Korinthen, Südfrüchte, Wein und vor allem Olivenöl. 36 % der Inselfläche werden von Olivenbäumen bedeckt. Ein wesentlicher Ausbau der Olivenproduktion erfolgte unter englischer Herrschaft: von 1828 bis 1836 wurde die Anbaufläche von Oliven von 104.523 Acre auf 219.339 Acre gesteigert. Auch die Anbaufläche für Wein stieg im gleichen Zeitraum von 49.066 auf 119.152 Acre. Getreide wird nur in geringer Menge angebaut: seine Einführung erfolgte unter der englischen Herrschaft. Von 1828 bis 1836 stieg die Getreideanbaufläche auf Zakynthos von 0 auf 16.137 Acre. Neben der Landwirtschaft spielte die Fischerei eine hervorgehobene Rolle: Ihre Bedeutung ist durch den Rückgang der Fischbestände um Zakynthos erheblich gesunken. Wirtschaftliches Hauptstandbein von Zakynthos ist unterdessen der Tourismus geworden.
Bedeutende Bodenschätze hatte Zakynthos vor allem in der Antike durch das Vorkommen von Erdpech. In Limni Keriou finden sich Quellen flüssigen Erdpechs mit bis zu 2,5 m Durchmesser und 1 m Tiefe. Sie wurden von Herodot in der Antike bereits beschrieben und zum Kalfatern (Abdichten) von Schiffen benutzt. Auch bei Porto Vromi waren Austritte flüssigen Erdpechs in der Vergangenheit zu beobachten: in der Gegenwart tritt an dieser Stelle kein Erdpech mehr aus. Auf der Skopos-Halbinsel am gleichnamigen Berg und in der Anavyssos-Schlucht zwischen Kiliomeno und Lithakia werden größere Steinbrüche betrieben.

### Verkehr
Zakynthos verfügt über ein dicht ausgebautes Straßennetz, welches größtenteils noch auf der britischen Kolonialherrschaft im 19. Jahrhundert fußt. Die Straßen selbst sind in kleineren Teilen gut ausgebaut, in größeren Teilen aber schmal, kurvenreich und unzureichend abgesichert (Leitplanken bei Bergrouten oder Küstenstraßen). Die wichtigsten Straßenverbindungen beginnen alle in Zakynthos-Stadt und führen sternförmig in alle Regionen der Insel. Unter diese Straßenverbindungen fällt auch die einzige Nationalstraße von Zakynthos, die Nationalstraße 35, welche von Zakynthos in den Südwesten der Insel über Laganas, Pandokratoras, Lithakia und Limni Keriou nach Keri führt. Nach Norden führt die Hauptstraßenverbindung von Zakynthos-Stadt über Katastari nach Volimes, nach Süden von Zakynthos-Stadt über Argasi und Agios Nikolaos nach Vasilikos auf die Skopos-Halbinsel. Eine in Längsachse auf der Bergkette von Zakynthos verlaufende Straße verbindet Keri im Süden über Agalas, Kiliomeno, Exo Chora, Maries und Anafonitira mit Volimes im Norden. Parallel zu dieser Strecke verläuft eine Nebenstrecke an den Osthängen der Bergkette von Lithakia über Pandokratoras, Macherado, Agia Marina nach Katastari. Das Straßennetz stellt auch die Basis des öffentlichen Nah- und Fernverkehrs, welcher ausschließlich mit Bussen realisiert wird. Die Verbindungen der unterschiedlichen Ortschaften auf der Insel werden vom KTEL Zakynthos durchgeführt. Darüber hinaus verfügen einige Gemeinden und Ortschaften, vor allem Zakynthos-Stadt über lokale Buslinien.
Die Verbindung zum Festland (Peloponnes) und zu benachbarten Inseln (Kefalonia) wird über Autofähren realisiert. Während die Fährverbindung nach Kefalonia lediglich in der sommerlichen Jahreshälfte von Agios Nikolaos aus durchgeführt wird, verkehren die Autofähren zwischen Zakynthos-Stadt und dem Hafen Kyllini auf der Peloponnes durchgehend. Im Sommer verkehren die Fähren alltäglich alle 3 Stunden von 05:30 Uhr bis 22:00 Uhr. Die Fährverbindung von Zakynthos nach Kyllini ist bemessen an der Passagierzahl die fünftgrößte Fährverbindung in Griechenland: 2002 wurden 987.000, 2003 993.000 und 2004 1,043 Millionen Passagiere transportiert. Über die Fährverbindung nach Kyllini werden auch regelmäßige Busverbindungen nach Athen und Thessaloniki durch das KTEL Zakynthos durchgeführt.
Eisenbahnen existieren auf Zakynthos nicht. Ein indirekter Eisenbahnanschluss bestand bis 2011 in Kavasila auf der Peloponnes, das mit der Fähre erreichbar war. Die Bahnstrecke wurde 2011 stillgelegt.
An den internationalen Flugverkehr ist Zakynthos seit 1972 durch den Internationalen Flughafen Zakynthos „Dionysios Solomos“ angeschlossen. Linienmaschinen verkehren allerdings nur zum Flughafen Athen; Charterflüge verkehren insbesondere während der Tourismus-Saison nach ganz Europa.

### Schattenseiten
In die Schlagzeilen geriet die Insel zunächst innergriechisch, später auch international, im Rahmen der griechischen Staatsschuldenkrise bezüglich inhaltlich falscher Bescheinigungen zum unrechtmäßigen Erlangen von Blindengeld. 700 der etwa 38.000 Einwohner Zakynthos’ seien als sehbehindert attestiert gewesen in Sinne des Blindengeldes – fast zehnmal so viele wie im europäischen Durchschnitt. Bei einer Einfrierung der Auszahlungen und verordneten Kontrollen zur Weiterbewilligung durch Staatssekretär Markos Bolaris im Frühjahr 2012 erschienen allerdings lediglich 100 Betroffene. Der Amtsarzt konnte nur 70 Personen eine Behinderung bescheinigen. Unter den Falschbeziehern, die ein staatliches Blindengeld von monatlich 350 Euro bezogen, befanden sich auch ein Taxifahrer, der sein Gewerbe fortführte, und Hobbyjäger. Das griechische Gesundheitsministerium forderte eine strafrechtliche Verfolgung der unrechtmäßigen Empfänger und derer, die unzutreffende Bescheinigungen ausgestellt hatten. Den jährlichen finanziellen Schaden durch den Betrug schätzt das Ministerium für Zakynthos auf ca. zwei Millionen Euro.
Weitere Aufmerksamkeit erregte auch Steuerhinterziehung und illegale Bebauung. Während auf der Insel für nur 2,8 Millionen Quadratmeter Steuern und Gebühren entrichtet wurden, gibt es tatsächlich Immobilien mit einer Fläche von 6,2 Millionen Quadratmetern. Ein Hotel, das über 6200 Quadratmeter Fläche verfügt, zahlte über mehrere Jahrzehnte lediglich Abgaben für gemeldete 60 Quadratmeter. Eine 880-Quadratmeter-Villa mit Swimmingpool war mit 20 Quadratmetern gemeldet. Der Besitzer eines zweistöckigen Wohnhauses mit 938 Quadratmetern Fläche hatte lediglich 40 Quadratmeter deklariert.
4329 Gebäude, auch Luxusvillen, waren mit einer Wohnfläche von null Quadratmetern gemeldet. Viele Einwohner zahlten gar keine Abgaben. Rund 15.000 Gebäude wurden ohne Baugenehmigung in Naturschutzgebieten errichtet. Viele Einwohner zapften den Strom direkt aus dem Netz oder von Nachbargrundstücken ab. Der Gemeinde entgingen jährlich Einnahmen von sechs Millionen Euro.

## Bevölkerung und Verwaltungsgliederung

### Bevölkerung
Entwicklung der Einwohnerzahl:

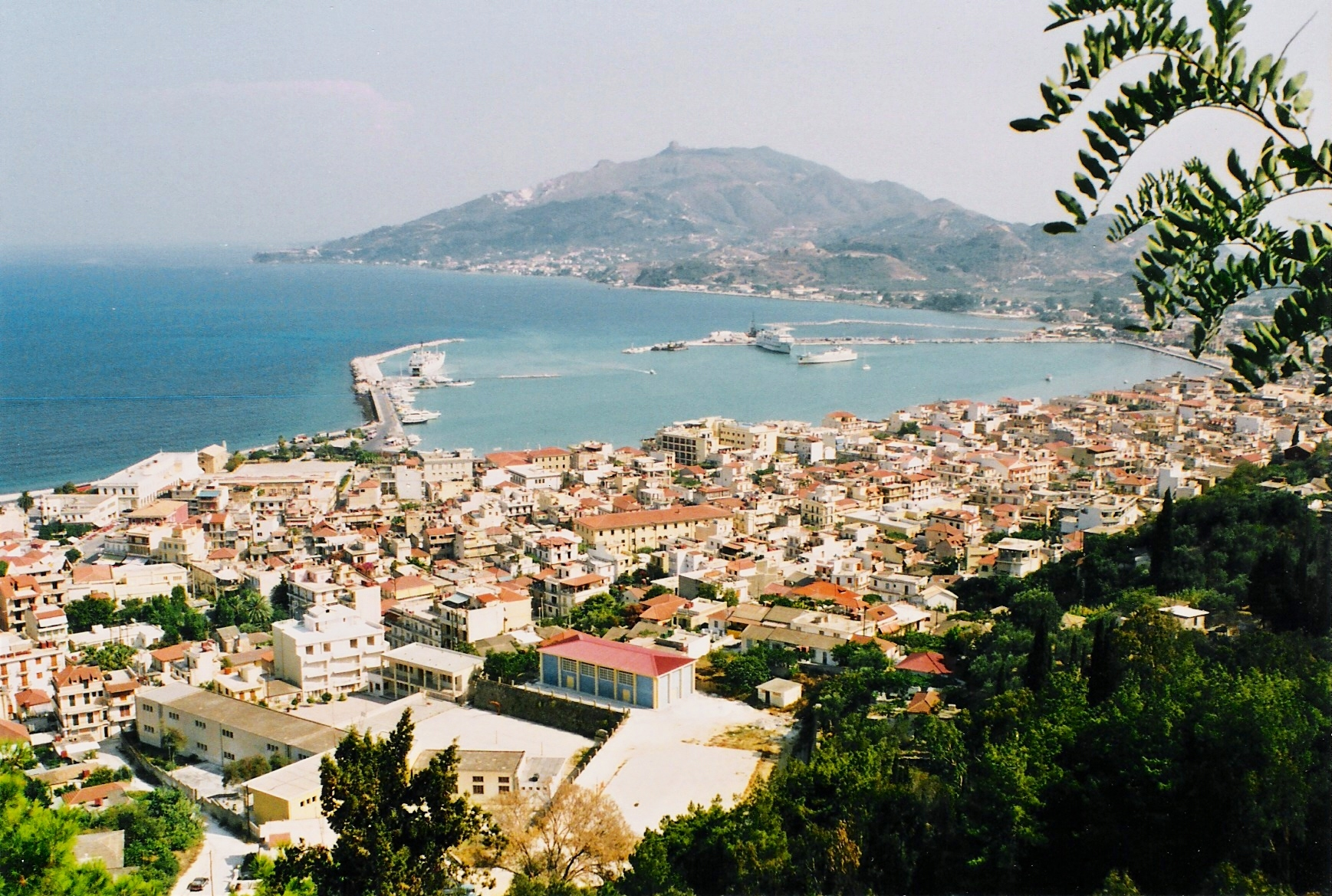
Zakynthos – Blick auf den Hauptort Zakynthos (Stadt)

- 1811: 33.353 (Insel), 14.124 (Stadt)[33]
- 1836: 35.848[34]
- 1844: 38.929[34]
- 1850: 40.000[35]
- 1857: 38.929 (Insel), 20.000 (Stadt)[35]
- 1860: 38.627 (Insel), 20.000 (Stadt)[36]
- 1863: 39.367 (Insel), 18.000 (Stadt)[37]
- 1900: 42.000
- 1981: 30.011
- 1991: 32.556 (Insel), 13.000 (Stadt)
- 2001: 38.000
- 2011: 40.759[38]

Die Hauptstadt Zakynthos hat etwa 13.000 Einwohner.

### Verwaltungsgliederung
Zakynthos gliederte sich nach der 1997 durchgeführten griechischen Kommunalverwaltungsreform Schedio Kapodistrias in 6 Gemeinden. Diese wurden teils aus der Zusammenlegung vorbestehender Gemeinden teils aus der Erweiterung bestehender Gemeinden gebildet. Seit der Verwaltungsreform 2010 bilden sie die Gemeindebezirke (Ez. gr. dimotiki enotita) der vereinigten Gemeinde Zakynthos.
| Gemeindebezirk | griechischer Name           | Code   | Fläche (km²) | Einwohner 2011 | Stadtbezirk/Ortsgemeinschaften (Δημοτική/Τοπική Κοινότητα)                                                                             | Lage |
| -------------- | --------------------------- | ------ | ------------ | -------------- | --- | ---- |
| Zakynthos      | Δημοτική Ενότητα Ζακυνθίων  | 330101 | 046,489      | 16.810         | Zakynthos, Ambelokipi, Argasi, Bochali, Gaitani, Vasilikos                                                                             |      |
| Alykes         | Δημοτική Ενότητα Αλυκών     | 330102 | 042,431      | 05.203         | Agios Dimitrios, Alikanas, Alykes, Ano Gerakari, Kallithea, Katastari, Kato Gerakari, Meso Gerakari, Pigadakia, Skoulikado             |      |
| Arkadii        | Δημοτική Ενότητα Αρκαδίων   | 330103 | 026,511      | 05.215         | Agios Kirykos, Kalipado, Kypseli, Planos, Sarakinado, Tragaki, Vanato                                                                  |      |
| Artemisia      | Δημοτική Ενότητα Αρτεμησίων | 330104 | 104,359      | 04.612         | Agia Marina, Agii Pandes, Agios Leondas, Fiolitis, Galaro, Gyri, Kiliomenos, Langadakia, Lagopodo, Loucha, Macherado, Romiri, Vougiato |      |
| Elaties        | Δημοτική Ενότητα Ελατίων    | 330105 | 112,302      | 01.933         | Anafonitria, Ano Volimes, Exo Chora, Maries, Orthonies, Volimes                                                                        |      |
| Laganas        | Δημοτική Ενότητα Λαγανά     | 330106 | 075,221      | 06.986         | Agalas, Kalamaki, Keri, Lithakia, Mouzaki, Pandokratoras                                                                               |      |
| Gesamt         | Gesamt                      | 3301   | 407,313      | 40.759         | |      |

Die Inselgruppe der Strofades gehört verwaltungstechnisch zum Stadtbezirk Zakynthos.

## Ortschaften und Sehenswürdigkeiten

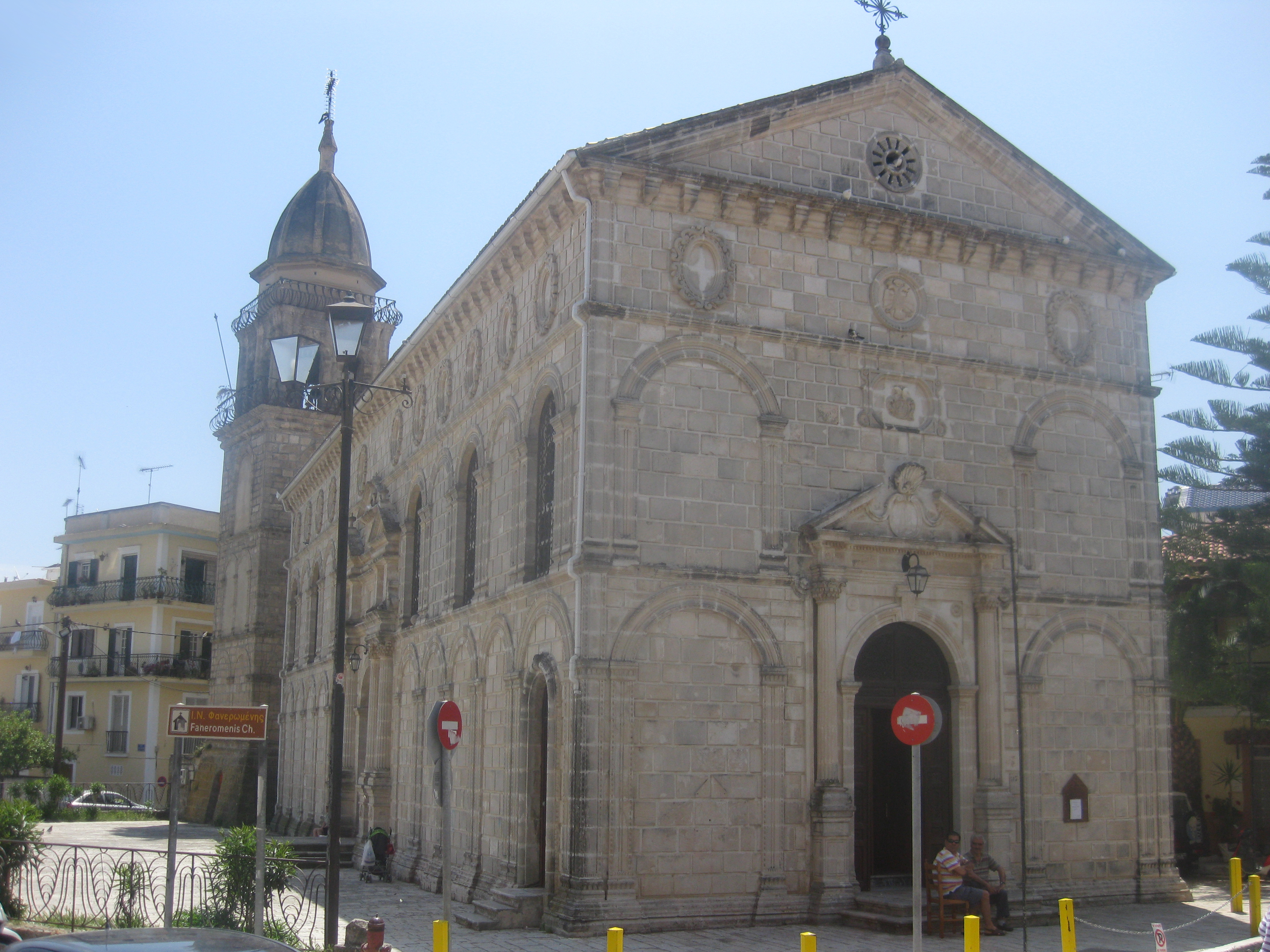
Die Panagia Faneromeni-Kirche von 1633 in Zakynthos-Stadt

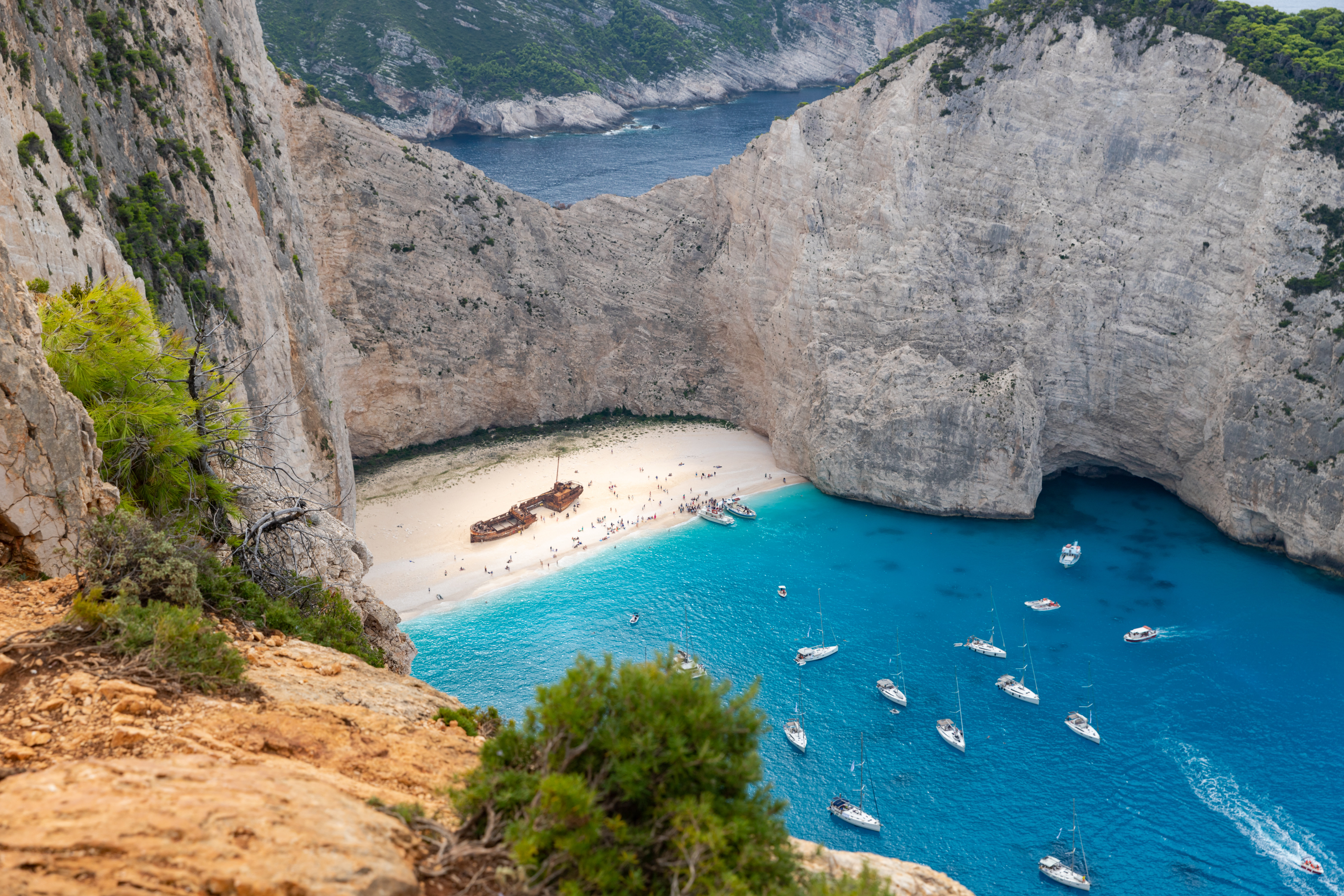
Blick auf die Bucht mit dem Schiffswrack (Navagio)

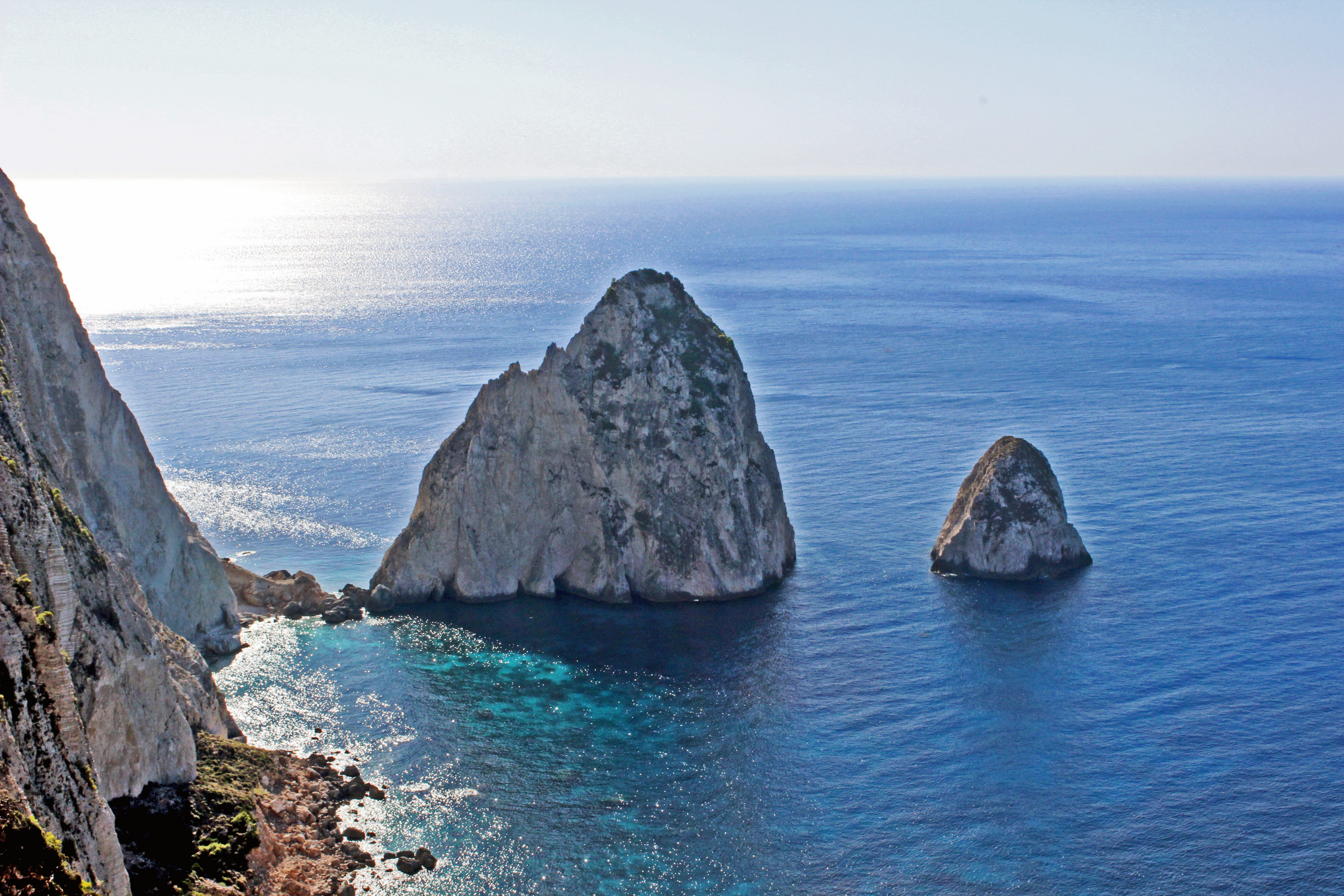
Mizithres-Felsen an der südwestlichen Küste der Insel nahe der Ortschaft Keri

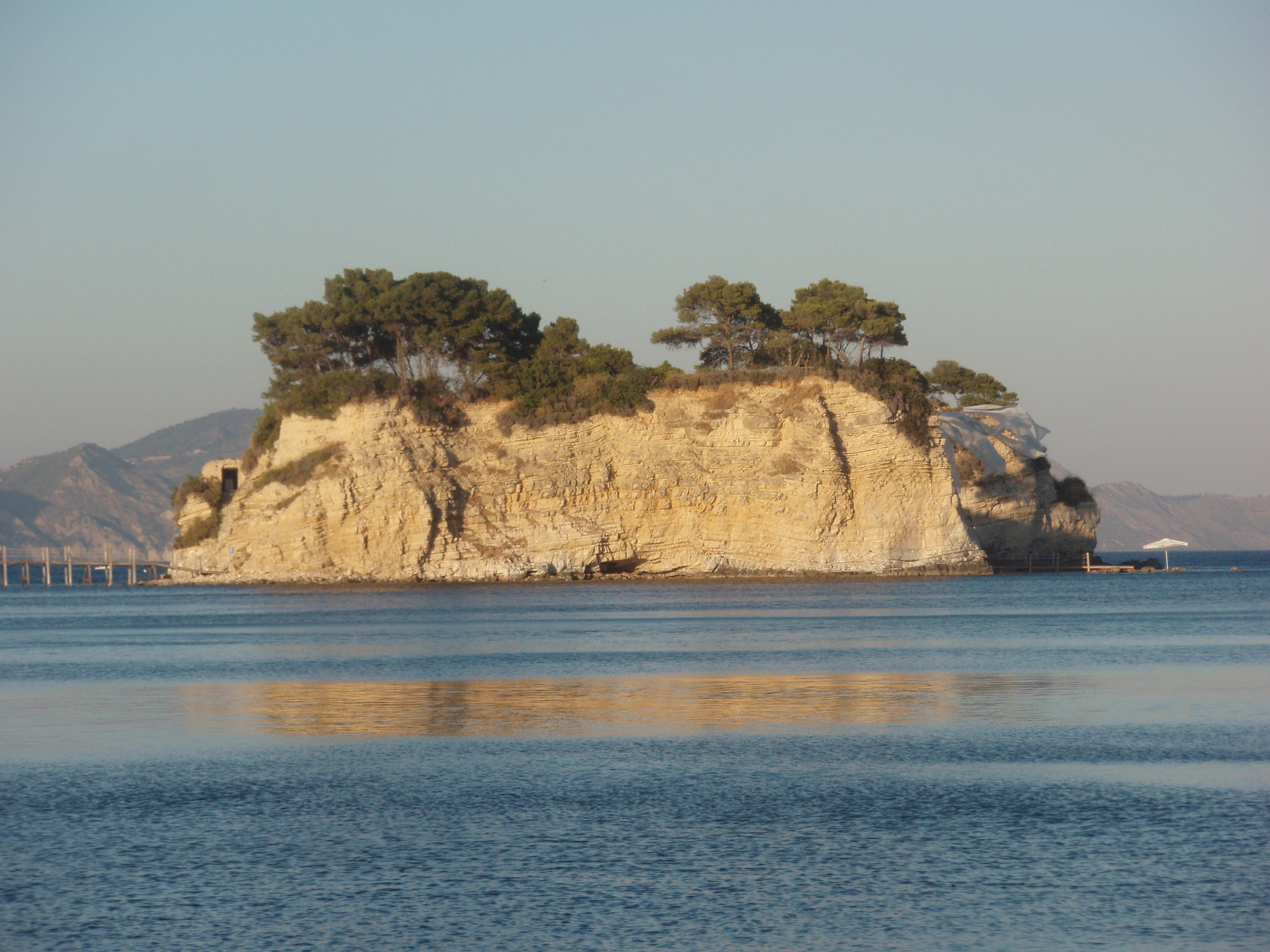
Die Insel Agios Sostis in der Bucht von Laganas

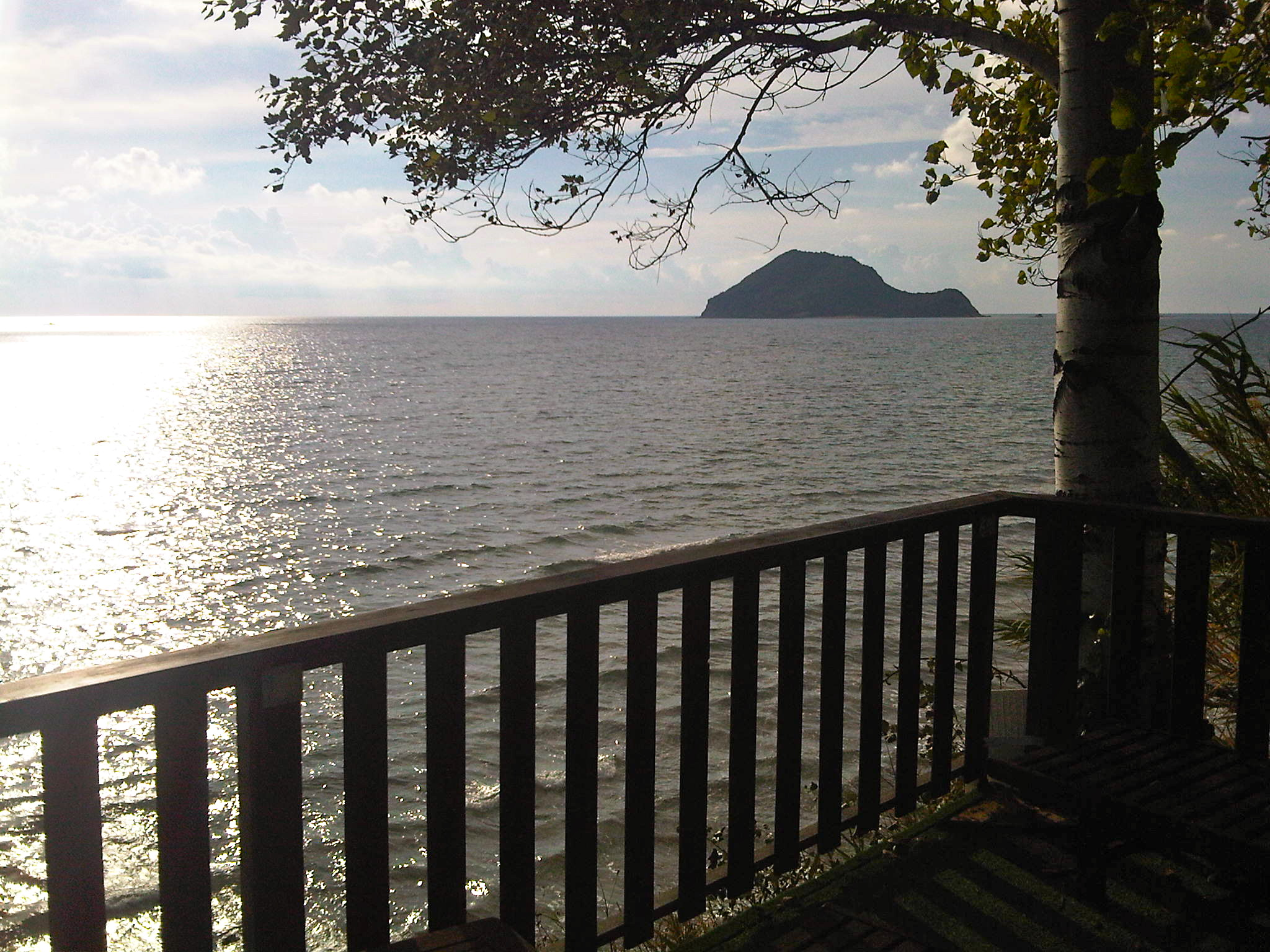
Die „Schildkröteninsel“ Marathonisi

Die Hauptstadt Zakynthos liegt an der Ostküste in der Form eines antiken Theaters, an einem Hügel, dessen Gipfel die von den Venezianern erbaute Zitadelle krönt. Sie hat viele griechisch-orthodoxe Kirchen (darunter die Kirche der Panagia Faneromeni und die des Agios Dionysios) und eine römisch-katholische Kirche. Die Stadt ist durch den venezianischen Einfluss erheblich in ihrer Architektur und Stadtanlage geprägt. Bei dem schweren Erdbeben am 12. August 1953 wurde Zakynthos-Stadt fast vollständig zerstört.
Die Westküste ist felsig und zumeist schlecht begehbar. Dennoch bietet dieser Teil der Insel einen sehr guten Ausblick auf Berge, Felsen, Wälder und das Meer. Die Bucht mit dem Schiffswrack (Navagio) befindet sich im nördlichen Abschnitt, diese ist nur mit dem Schiff erreichbar. Weiter in Richtung Süden liegen Porto Vromi, Kambi und Limnionas. Auf dem Bergrücken kommt von Norden nach Süden zuerst nach Anafonitria mit der Aussichtsterrasse auf das Schiffswrack und mit zwei griechisch-orthodoxen Klöstern. Die Ortschaften Maries, Kambi, Exo Chora, Kiliomeno und weitere kleinere Dörfer folgen nach Süden hin. Sie sind vorwiegend landwirtschaftlich geprägt. In einigen Ortschaften (Anafonitria, Maries, Kambi) gewinnt der Tourismus zusehends an Bedeutung. Ganz im Süden der Insel liegt das kleine Dorf Keri.

### Schmugglerbucht (Navagio, Shipwreck Bay)
Ein besonders beliebtes Reiseziel ist die nur vom Meer zugängliche Navagio-Bucht (37° 51′ 34,2″ N, 20° 37′ 30″ O) mit dem Schiffswrack von Zakynthos. Das Wrack des Küstenmotorschiffs „Panagiotis“ liegt dort auf einem kleinen Strand, umgeben von bis zu 200 Meter hohen, senkrecht hinaufragenden Felswänden, über denen sich eine kleine Plattform befindet. Sie ist der einzige Aussichtspunkt, welcher von der Landseite aus einen Blick auf das Wrack erlaubt. Das Schmugglerschiff strandete im Oktober 1980, als es bei stürmischer See von der Küstenwache verfolgt einen Maschinenschaden erlitt und führerlos mit seiner illegalen Ladung von Zigaretten in der ehemals „Agios Georgios“ genannten Bucht strandete. Die Besatzung des Schiffes konnte sich retten.
Die Bucht war ein Drehort der südkoreanischen Fernsehserie Descendants of the Sun. Dies führte zu einem gestiegenen Interesse von Touristen aus China und Südkorea, die Bucht zu besuchen.

### Keri
Oberhalb der Küste an einem mit Olivenbäumen bewachsenen Hang liegt am südlichen Ende der Westküste das Dorf Kerí. Nur wenig Schaden zugefügt hat das Erdbeben von 1953 dem mächtigen, im Renaissance-Stil erbauten Gotteshaus Panagia Keriótissa. Die Fenster und das Säulenportal weisen immer noch die Originalverzierungen auf. Der Glockenturm neben der Kirche kann bestiegen werden und bietet eine prächtige Aussicht auf Dorf und Küste. Vom Dorf aus führt eine Straße etwa 2 km abwärts zum schneeweißen Leuchtturm Kap Kerí. Entlang des Leuchtturms sind auch die beiden Mizítres-Felsen gut erkennbar, vom Meer geformte unterschiedlich große Steinkegel. In Keri beim „Lighthouse-Restaurant“ weht seit 2007 die größte griechische Flagge der Welt. Das über 80 kg schwere Tuch hat die Maße von 36,9 m Länge und 18,1 m Breite.

### Kampi
Der kleine Weiler (welcher zur Gemeinde Exo Chóra gehört) zählt nur etwas um die 70 Einwohner, gilt jedoch bei Touristen als beliebtes Ausflugsziel. Mit dem 2008 am Dorfrand eröffneten 5-Sterne-Hotel hat der Tourismus eine noch stärkere Bedeutung erlangt. Einen besonderen Anblick bietet die tief eingeschnittene Pórto-Skíza-Bucht, deren helle Felsen rund 200 Meter senkrecht ins Meer fallen. Weithin sichtbar erinnert ein oberhalb der Steilküste angebrachtes weißes Kreuz an die Opfer des Griechischen Bürgerkrieges. Der mykenische Friedhof deutet auf die Besiedlung der Insel während der mykenischen Kultur hin.

### Blaue Grotten bei Kap Skinari (Galazia Spilea)
Die blauen Grotten kann man mit kleinen Booten besichtigen. Das Wasser dort reflektiert in den verschiedensten Blautönen.

### Marathonisi
Gegenüber der Küste von Keri bzw. Limni Keriou liegt die kleine Insel Marathonisi in der Bucht von Laganas. Die Insel hat zwei Riffe, Pontikonisia genannt. Die Insel hat einen Durchmesser von etwa 1,5 km. Sie ist nicht bewohnt und Privatbesitz. Marathonisi hat eine üppige Vegetation von Fenchel (griechische Bezeichnung Marathia), Eichen und Pinien und zwei Strände: ein großer Strand, der sich wie eine Zunge ins Meer streckt und von der Meeresschildkröte Caretta caretta als Nistplatz benutzt wird, und ein kleiner von Felsen nach drei Seiten eingeschlossener Strand an der Westküste von Marathonisi. Der Rest der Insel ist felsig und ragt bis zu 145 m aus dem Meer. Aus der Entfernung erinnert Marathonisi an eine Schildkröte und wird daher vorwiegend von Touristen als „Schildkröteninsel“ bezeichnet.

## Persönlichkeiten

### Persönlichkeiten mit Verbindung zu Zakynthos
- Konstantin Sergejewitsch Aksakow (* 1817, Novo Aksakow, Orenburg, Russland; † 1860, Zakynthos): russischer Schriftsteller.
- Juan de Fuca (* 1536, Kefalonia; † 1602 Zakynthos): griechischer Seefahrer.
- Nikolaos Doxaras (* 1706/1710, Kalamata; † 1775, Zakynthos): griechischer Maler.
- Theodoros Kolokotronis (* 1770, Karitena, Peloponnes; † 1843, Athen): floh 1806 vor dem Osmanischen Reich nach Zakynthos.
- Georgios Kostakis (* 1913, Moskau; † 1990, Athen): griechischer Kunstsammler aus zakynthischer Familie.
- Iosif Liveralis (* 1820, Korfu; † 1899, Zakynthos): griechischer Komponist.
- Edgar Allan Poe widmete der Insel das Gedicht „Sonnet – to Zante“.
- Georgios Tertsetis (* 1800; † 1874): Dichter und Prosaiker, Freund von Dionysios Solomos.[45]
- Leonardo II. Tocco (* um 1375/76; † 1418/19), Herr von Zakynthos.
- Ioannis Varvakis (* 1745, Psara; † 1825, Zakynthos): griechischer Militär im Dienst des Russischen Reichs und im Griechischen Unabhängigkeitskrieg
- Andreas Vesalius (* 1514, Brüssel; † 1564, Zakynthos): flämischer Anatom.
- Gregorios Xenopoulos (* 1867, Konstantinopel; † 1951, Athen): griechischer Schriftsteller.
- Ernst Ziller (* 1837, Serkowitz; † 1923, Athen): deutscher Architekt, baute das Theater von Zakynthos-Stadt.

### Söhne und Töchter von Zakynthos

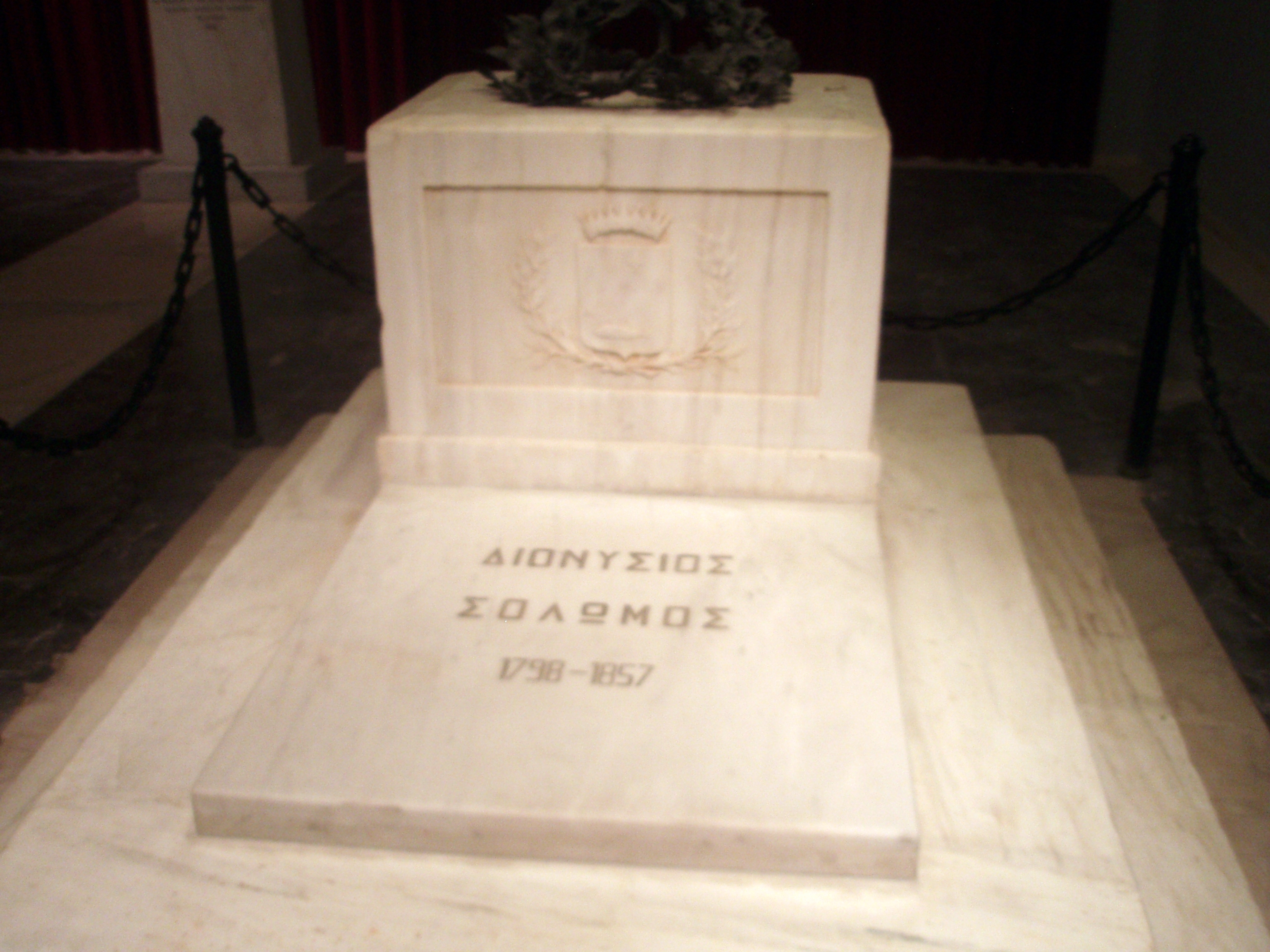
Grab des Dichters Dionysios Solomos im Museum in Zakynthos (Stadt)

- Nikolaos Koutouzis (* 1741, Zakynthos; † 1813, Zakynthos): griechischer Schriftsteller.
- Antonio Cagnoli (* 1743, Zakynthos; † 1816, Verona, Italien): italienischer Astronom.
- Nikolaos Kandounis (* 1767, Zakynthos; † 1834, Zakynthos): griechischer Schriftsteller.
- Ugo Foscolo (* 1778, Zakynthos; † 1827, Turnham Green, London): italienischer Dichter.
- Andreas Kalvos (* 1792, Zakynthos; † 1869, Louth, Großbritannien): griechischer Dichter.
- Dionysios Solomos (* 1798, Zakynthos; † 1857, Korfu): griechischer Dichter, Verfasser der griechischen Nationalhymne.
- Elisabeth Moutsan-Martinegnou (* 1801, Zakynthos; † 1832, Zakynthos): griechische Schriftstellerin.[46]
- Gennaios Kolokotronis (* 1803, Zakynthos; † 1868): griechischer Politiker, Ministerpräsident 1862.
- Dionysios Kallivokas (* 1806, Zakynthos; † 1877, Athen): griechischer Maler
- Konstantinos Iatras (* 1811, Zakynthos; † 1888, Zakynthos): griechischer Maler.
- Dionysios Tsokos (* 1814, Zakynthos; † 1862, Athen): griechischer Maler.
- Pavlos Carrer (* 1829, Zakynthos; † 1896, Zakynthos): griechischer Komponist.
- Dionysios Thavoularis (* 1840, Zakynthos; † 1928): Schauspieler
- Loukas Karreris, auch Lukas Carrer: griechischer Politiker, Bürgermeister von Zakynthos im Zweiten Weltkrieg.
- Sokrates Kapsaskis (* 1928, Zakynthos; † 2007): griechischer Lyriker, Filmregisseur und Übersetzer
- Panagiotis Kapodistrias (* 1961, Banato, Zakynthos): griechischer Theologe und Schriftsteller.
- Kostas Koklas (* 1966, Zakynthos): griechischer Schauspieler
- Petros Klampanis (* 1981, Zakynthos): griechischer Jazzmusiker